# میهائلا آنی سنچیکو
میهائلا آنی سنچیکو (رومانیایی: Mihaela Ani Senocico؛ زادهٔ ۱۴ دسامبر ۱۹۸۱) بازیکن هندبال اهل رومانی است. وی در بازی‌های المپیک تابستانی ۲۰۰۸ شرکت کرده است.